# Siegmund Kaff
Siegmund Kaff, oft auch Sigmund Kaff geschrieben (* 13. März 1864 in Krumau an der Moldau, heute Český Krumlov; † 6. Jänner 1933 in Wien), war ein österreichischer sozialpolitischer Schriftsteller. Er war ein vom rechten Flügel der österreichischen Sozialdemokratie kommender Redakteur und Pamphletist und wandte sich ab Mitte der 1920er Jahre als politischer Renegat scharf gegen die Parteilinke und gegen verschiedene kommerzielle und politische Missstände in der Sozialdemokratie.
Der aus dem Zentralverband österreichischer Konsumvereine kommende Kaff war seit 1906 über Jahrzehnte Redakteur der Zeitschriften Der Konsumverein und des Nachfolgeblattes Der Freie Genossenschafter. Als solcher verfügte er über genossenschaftliches Insiderwissen und neigte der Rochdale-Linie zu. Im Ersten Weltkrieg (und darüber hinaus) verfocht Kaff die die Kriegsanstrengungen voll unterstützende Politik des Burgfriedens, wie sie vom damals dominierenden rechten Parteiflügel vertreten wurde. 
Nach 1918 begann sich Kaff mit seiner weiterhin massiven und ressentimentgeladenen Rhetorik gegen die Ententemächte und mit Spitzen gegen führende Politiker wie Karl Renner und Emmy Freundlich auch innerhalb der Parteirechten zu isolieren. Ende 1923 musste er sich gemeinsam mit seinem Freund, dem Verbandssekretär  Wilhelm A. Wilhelm aus seiner Tätigkeit im Konsumverband zurückziehen. 
1924 wurde Kaff aus der SDAP, der er seit 1884 angehörte, ausgeschlossen. Damit begann seine Zeit als antisozialdemokratischer politischer Pamphletist. In einer Reihe von zumeist bei Moritz Perles, oft in mehreren Auflagen erschienenen Broschüren geißelte Kaff die Politik und insbesondere die Wirtschaftspolitik der SDAP und der ihr nahestehenden Institutionen. Er vertrat damit im Wesentlichen die Konzeptionen der konservativen bis deutschnationalen politischen Gruppierungen.
Siegmund Kaff verstarb am 6. Jänner 1933 und wurde am 11. Jänner im Urnenhain der Feuerhalle Simmering beigesetzt (Abteilung 8, Ring 1, Gruppe 6, Nummer 5). Das Grab wurde 2018 aufgelassen.

## Werke (Auswahl)
- Aus dem Reiche der britischen Genossenschaften. Originalbericht über die Englandreise der Genossenschafter, Wien (GöC)1909
- Der Brotwucher, seine Ursachen und seine Gegner. ein Beitrag zur wirtschaftspolitischen  Geschichte unserer Zeit Wien (M.Perles) 1925
- Politik und Geschäft, oder wie genossenschaftliches Falschmünzertum die Teuerung...bekämpft Wien (M.Perles) 1926
- Der Sozialismus als Ware oder der wahre Sozialismus. Eine Streitschrift wider die marxistischen Kipper und WipperWien (M.Perles) 1926
- Der Austro-Bolschewismus oder die Freiheit in Krähwinkel. Zeitgemäße Betrachtungen Wien (M:Perles) 1927